# Miguel Sancho Izquierdo
Miguel Sancho Izquierdo (Calanda, Teruel, 17 de junio de 1890-Zaragoza, 16 de diciembre de 1988) fue un ensayista y filósofo del Derecho español, vinculado al regionalismo aragonés y al catolicismo social.

## Biografía
A los nueve años se trasladó con toda su familia a Zaragoza, ciudad en la que vivió el resto de su vida. En su Universidad se licenció con la máxima calificación tanto en Derecho como en Filosofía y Letras, campos en los cuales se doctoró en la Universidad Central de Madrid.

### Profesor y rector de la Universidad de Zaragoza
Su labor docente comenzó en 1915 como auxiliar interino de Fundamentos de Derecho. Desde 1920 y hasta su jubilación obligatoria en 1960 fue catedrático de Derecho Natural en la Universidad de Zaragoza. Esta asignatura, y Filosofía del Derecho, las siguió impartiendo posteriormente como profesor invitado de la Universidad de Navarra. Fue discípulo de Luis Mendizábal.
Durante el franquismo, fue nombrado rector de la Universidad de Zaragoza (1941-1954), dando un impulso decisivo a la Ciudad Universitaria. Su nombre y prestigio traspasó las fronteras y fue investido doctor 'honoris causa' por las universidades de Navarra, Burdeos y Toulouse. Fue procurador nato en las Cortes Españolas durante las cuatro primeras legislaturas del período franquista por su condición de Rector de Universidad.

### Trayectoria política
Vinculado a la rama aragonesa del catolicismo social, fue miembro del Grupo de la Democracia Cristiana y partidario del regionalismo. También fue socio de la Asociación Católica de Propagandistas y miembro destacado de la Escuela Social de Zaragoza.
Perteneciente a una familia liberal, militó en el Partido Conservador y en el maurismo. Más tarde se adhirió al Partido Social Popular. Encabezó la candidatura de la CEDA por Teruel en las elecciones de 1933 y fue elegido diputado en esa legislatura. También en 1936. Posteriormente, durante el franquismo, fue concejal del Ayuntamiento de Zaragoza. Ya en la reinstauración democrática, y a pesar de su avanzada edad, siguió prestando su nombre y su conocimiento al servicio del Partido Aragonés, del que fue presidente de honor hasta su fallecimiento. 
En el terreno periodístico, fue director en su juventud del diario aragonés El Noticiero y posteriormente miembro de su Consejo de Administración hasta su desaparición, en 1977. 
En 1950 participó activamente en la fundación de la Real Hermandad de San Juan de la Peña, de la que fue su primer Hermano Mayor. Dicha institución contribuye a conservar y dar a conocer el patrimonio artístico del Real monasterio de San Juan de la Peña (Huesca). 
Defensor a ultranza del esperanto como idioma universal, fue presidente durante años de los esperantistas españoles, a quienes representó en los congresos mundiales de Varsovia y Tokio.

### Familia
Miguel Sancho Izquierdo, casado con Pilar Rebullida, tuvo nueve hijos uno de los cuales, Francisco de Asís Sancho Rebullida, fue un destacado jurista. Su hijo mayor, Conrado Sancho Rebullida, fue el ingeniero de caminos encargado del Proyecto Reformado del aprovechamiento hidroeléctrico del Barranco de Ip, de gran impacto en la red hidroeléctrica del Pirineo Aragonés. Miguel Sancho Izquierdo falleció en Zaragoza el 16 de diciembre de 1988, a los 98 años de edad.

## Reconocimientos y cargos
- Premio extraordinario de la licenciatura en Derecho el 29 de septiembre de 1913.
- Premio en el concurso Villahermosa-Guaqui de Zaragoza de 1912 por su estudio “Ensayo de una Biografía de don Antón de Luna”.
- Premio Suárez a la mejor memoria de doctorado, por “El fuero de Molina de Aragón”, en 1915.
- Delegado por la facultad de Derecho para representarla en la Asamblea de Organización Jurídica de Barcelona (s/f).
- Doctor honoris causa por Navarra, Burdeos y Toulouse.
- Decano de la facultad de Derecho de la universidad de Zaragoza desde 1941 a 1945. Rector de la misma desde 1941 a 1954.
- Premio en el concurso convocado por la Academia de San Luis Gonzaga de Zaragoza en 1908 por “Mil Cantares de la jota Aragonesa”.
- Medalla de plata conmemorativa del Sitio de Gerona, concedida el 22 de julio de 1910.
- Nombrado Consejero del estudio de Filología de Aragón por acuerdo unánime de la Diputación Provincial de Zaragoza el 10 de mayo de 1915. Tomó posesión el 17 siguiente.
- Director en 1919 de El Noticiero, periódico católico de Derechas.
- Miembro de la Junta Directiva del Sindicato Central de Aragón de Asociaciones Católicas (1921-22).
- Fundador del Partido Social Popular que apoyó en 1923 a Primo de Rivera.
- Secretario den centro de Zaragoza de la Asociación católica Nacional de propagandistas elegido en 1923 y más tarde miembro del Consejo Nacional de la misma.
- Síndico Secretario de la Confederación Hidrográfica del Ebro elegido en 1926.
- Miembro del Consejo Nacional de la CEDA en representación de Aragón y candidato electo de Acción Popular por Teruel en 1933.
- Diputado por Teruel durante la II república: en las elecciones de 19 de noviembre de 1933 para la legislatura 1933-35 por Acción Popular; en las elecciones de 16 de febrero de 1936 para la Legislatura 1936-39, por la CEDA.
- Diputado en las Cortes franquistas, apartado Rectores de Universidad, sección Universidad de Zaragoza para las Legislaturas 1943-1946; 1946-49; 1949-52 y 1952-55.
- Concejal del Ayuntamiento de Zaragoza de 1939 a 1944.
- Consejero de la Caja de Ahorros de Zaragoza, Aragón y Rioja desde 1959 a 1976 en que cesó por razones de edad.
- Miembro y Director (desde 1965) de la Real Sociedad Económica Aragonesa de Amigos del País.
- Director de la Real Academia Zaragozana de Nobles y Bellas Artes de San Luis.
- Presidente honorario del P.A.R desde la Restauración hasta su muerte.
- Presidente de los esperantistas españoles.

## Obras principales
- El fuero de Molina de Aragón (1916). Tesis doctoral.
- La tarde del combate. Telva la gitana (1917). Con José María Olaiz.
- El milagro de Calanda (1940)
- El carácter aragonés y las canciones de Jota (1945)
- Principios de derecho natural como introducción al estudio del derecho (1950)
- Principios de derecho natural como fundamento filosófico del derecho (1974)
- Zaragoza en mis "memorias" (1899-1929) (1979)
- Compendio de derecho natural (1980)

### Artículos del autor
- Suárez y la Filosofía del Derecho (La doctrina suareziana del Derecho Natural), por Miguel Sancho Izquierdo (enlace roto disponible en Internet Archive; véase el historial, la primera versión y la última).
- La provisión de cátedras, por Miguel Sancho Izquierdo